# Daegu
La ciutat metropolitana de Daegu, també coneguda com a Daegu (/téɣu/, llegiu: tégu), és la quarta ciutat més poblada de Corea del Sud amb 2.500.000 habitants, després de Seül, Busan i Incheon. És la capital de la província de Gyeongsangbuk-do, encara que legalment no és part d'aquesta província. Es troba al nord de la regió de Yeongnam.

## Història
Daegu sempre ha tingut una gran importància per la seva estratègica situació en la confluència dels rius Geumho i Nakdong. Durant la Dinastia Joseon, la ciutat va ser el centre administratiu, econòmic i cultural de tota la regió de Gyeongsang, paper que més endavant exerciria la ciutat de Busan, a la província de Gyeongsangnam-do.
Daegu va ser la capital de l'antiga província de Gyeongsang des del 1392 fins al 1896 i ha estat la capital del nord de Gyeongsang des de la formació d'aquesta província el 1896 .
Als anys vuitanta, a Daegu se li va concedir l'estatus de ciutat metropolitana (Gwangyeoksi) el 1995. Daegu és la ciutat més gran de la regió del nord de Gyeongsang.
A finals del segle xix, missioners catòlics francesos de les missions estrangeres de París van fundar la catedral de Notre-Dame-de-Lourdes a Daegu, que el 1962 es va convertir en la seu de l'arxidiòcesi de Daegu.

### Guerra de Corea i Postguerra
Durant la guerra de Corea, els combats van tenir lloc a prop al llarg del riu Nakdong. Daegu va estar dins del perímetre de Busan, però va romandre en poder de Corea del Sud durant tota la guerra.
Després de la guerra, la ciutat va experimentar un ràpid creixement i la població es va multiplicar per deu. Les principals indústries de Daegu són el tèxtil, els metalls i la construcció de màquines. La qualitat de les pomes cultivades al voltant de Daegu és reconeguda a tota l'Àsia Oriental. Durant els anys setanta, vuitanta i noranta, la majoria dels guanyadors del concurs de bellesa Miss Corea eren de Daegu.
El 26 de març de 1991, cinc joves de 9 anys van desaparèixer durant un passeig a la recerca d'ous de salamandra en un turó boscós a prop de la ciutat de Daegu. L'afer dels nois granota és l'ocasió d'una mobilització sense precedents a Corea per trobar-los. Els seus cossos van ser trobats només 11 anys després. L'autòpsia va demostrar que havien estat abatuts a trets per un instrument afilat. Mai no s'han trobat els assassins.
El 18 de febrer de 2003 gairebé 200 persones van morir en un atac incendiari contra una estació de metro, un dels desastres més greus a Corea del Sud des del final de la guerra de Corea.

## Transport
Les estacions de Dongdaegu (Daegu-és) i de Daegu són les dues úniques estacions de la ciutat. L'estació de Dongdaegu és l'única estació on s'atura el KTX; aquests trens continuen cap a Seül (1 h 40) o Busan (44 min). Els trens més lents (semaeul i mugunghwa) s'aturen a les dues estacions.
Daegu té un aeroport (codi AITA : TAE).

### Personalitats nascudes a Daegu
- Kimera, cantant
- Park Chu-young, futbolista
- Joohoney, raper del grup Monsta X
- Kim Kibum (Key), cantant del grup Shinee
- Kim Junsu, cantant del grup 2PM
- Min Yoongi (1993) àlies Suga, raper, ballarí i autor-compositor del grup BTS
- Kim Taehyung (1995) àlies V, cantant, ballarí i actor del grup BTS
- Ellin, cantant del grup Llapis Pop
- Irene, cantant del grup Red Velvet
- Yi In-hwa, autora
- Song Joong-ki, actor
- S.Cops, raper i líder del grup Seventeen
- Yoo Ah-in, actor
- Bona, actriu, cantant, ballarina, rapera i visual del grup Cosmic Girls
- Bong Joon-ho, cineasta
- Kang Myonghi, pintora.
- Lee Kun-hee (1942-2020), cap d'empresa coreà, president del Grup Samsung,
- Lee Siyeon, cantant del grup Dreamcatcher .

## Geografia

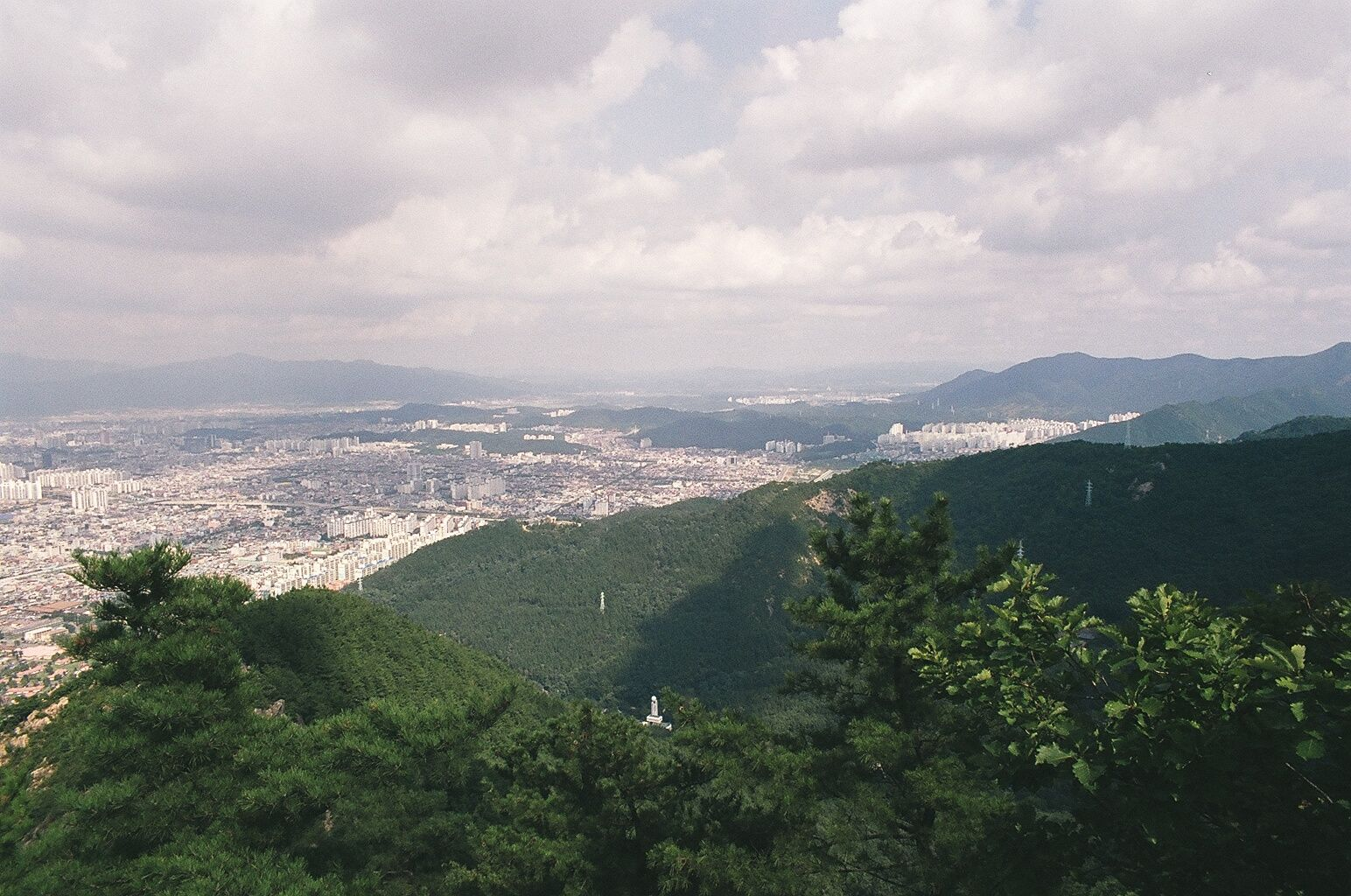
Vista del sud-oest de Daegu des del parc Apsan, incloent alguns dels turons que delimiten el límit sud de la ciutat.

Daegu es troba en una vall, que es troba envoltada per muntanyes poc elevades: la muntanya Palgong (Palgong-sant) al nord, el Biseul (Biseul-sant) al sud, els turons de Gaya (Gaya-sant) a l'oest, i una sèrie de turons més petits a l'est.
En els límits nord i est de la ciutat flueix el riu Geumho, que desemboca a l'oest de la ciutat al riu Nakdong.
Per la seva orografia, Daegu és més càlida que la resta de Corea durant l'estiu, ja que les muntanyes retenen l'aire humit i càlid. De la mateixa manera, es registren temperatures més fredes a l'hivern. La zona no rep gaires precipitacions, llevat a l'estiu, i registra escassa nuvolositat.

## Ciutats agermanades
- Atlanta, Estats Units (1981)
- Almati, Kazakhstan (1990)
- Tsingtao, Xina (1993)
- Minas Gerais, Brasil (1994)
- Hiroshima, Japó (1997)
- Sant Petersburg, Rússia (1997)
- Plòvdiv, Bulgària (2002)
- Da Nang, Vietnam (2004)
- Taipei, República de la Xina (2010)